# Emmanuel Babayaro
Emmanuel Hyacinth Babayaro (ur. 26 grudnia 1976 w Kadunie) – piłkarz nigeryjski grający na pozycji bramkarza.

## Kariera klubowa
Babayaro pochodzi z miasta Kaduna. Piłkarską karierę zaczynał w Jos, w klubie o nazwie Plateau United. W bramce tego pierwszoligowego wówczas klubu zadebiutował w 1993 roku w wieku niespełna 17 lat. Był jednak rezerwowym bramkarzem przez kolejne lata i nie zawsze grał w podstawowym składzie. W 1993 roku zajął z Plateau 13. miejsce, w 1994 roku – 9., a w 1995 – 6. Latem 1996 po rozegraniu połowy sezonu w Nigerii Babayaro wyjechał do Europy w poszukiwaniu klubu. Przebywał na testach w West Ham United, ale ostatecznie zrezygnowano z zatrudnienia go. Pod koniec okna transferowego przeszedł do tureckiego Beşiktaşu JK. W Turcji nie zrobił jednak oczekiwanej kariery i przez 2 lata ani razu nie zagrał w pierwszej lidze i nie wygrał rywalizacji z Chorwatem Marijanem Mrmiciem. Próbował szukać sobie nowego klubu. Przebywał na testach między innymi w szkockim Motherwell FC, ale nie potrafił przekonać do siebie trenerów i niespodziewanie w wieku 22 lat zakończył karierę. Po jej zakończeniu oddał się działalności charytatywnej.

## Kariera reprezentacyjna
W 1993 roku Babayaro był pierwszym bramkarzem juniorskiej reprezentacji Nigerii U-17 na Mistrzostwa Świata Juniorów w Japonii. Tam młodzi Nigeryjczycy grali dobrze i ostatecznie zdobyli złoto, przy dużym udziale Emmanuela, który został uznany najlepszym bramkarzem turnieju.
W 1996 roku Emmanuel został powołany do kadry olimpijskiej Nigerii na Igrzyska Olimpijskie w Atlancie. Pierwszym bramkarzem był jednak Joseph Dosu i Babayaro cały turniej obejrzał z ławki rezerwowych.